# Pompa di calore ad assorbimento-compressione
Una pompa di calore ad assorbimento-compressione (ACHP) è un dispositivo che integra un compressore elettrico in una pompa di calore ad assorbimento. In alcuni casi ciò si ottiene abbinando una pompa di calore a compressione di vapore e una pompa di calore ad assorbimento. Viene anche definita pompa di calore ibrida ma questo termine identifica in realtà una categoria più ampia. Grazie a questa, integrazione il dispositivo può ottenere effetti di raffreddamento e riscaldamento utilizzando sia fonti di energia termica che elettrica. Questa tipologia di impianti si abbina bene a sistemi cogenerativi i quali producono sia calore che elettricità. A seconda della configurazione, il sistema può essere utilizzato per massimizzare la produzione di riscaldamento e raffreddamento data una determinata quantità di combustibile, oppure per aumentare la temperatura (e quindi la qualità) del calore di scarto proveniente da altri processi. Questo secondo utilizzo è quello più studiato ed è stato applicato a diverse applicazioni industriali.

## Storia
1748
Osenbrück brevetta il primo ciclo con pompa di calore ad assorbimento-compressione. Negli anni successivi furono condotte poche ricerche al riguardo.
1950-1951
Altenkirch pubblica uno studio teorico dettagliato e afferma che l'utilizzo di questo ciclo può portare ad un significativo risparmio energetico.
1970-2000
Con la crisi petrolifera degli anni '70, l'interesse per nel ciclo crebbe anche grazie ad un maggior interesse per il risparmio energetico. Vi fu quindi un rapido incremento delle attività di ricerca nel settore. In questo periodo furono costruiti diversi impianti sperimentali. Nel 1997 Groll riassume queste attività nella sua rassegna bibliografica individuando più di 40 studi. A quel tempo, mancava ancora un lavoro considerevole prima che l’ACHP potesse diventare disponibile in commercio.
2011
Nordtvedt studia il ciclo nella sua tesi di dottorato. I suoi studi sfociano, nel 2011, nella prima applicazione commerciale nell'industria alimentare norvegese. Successivamente, diverse unità sono state installate per uso commerciale in varie applicazioni industriali ad alta temperatura.

## Vantaggi e svantaggi

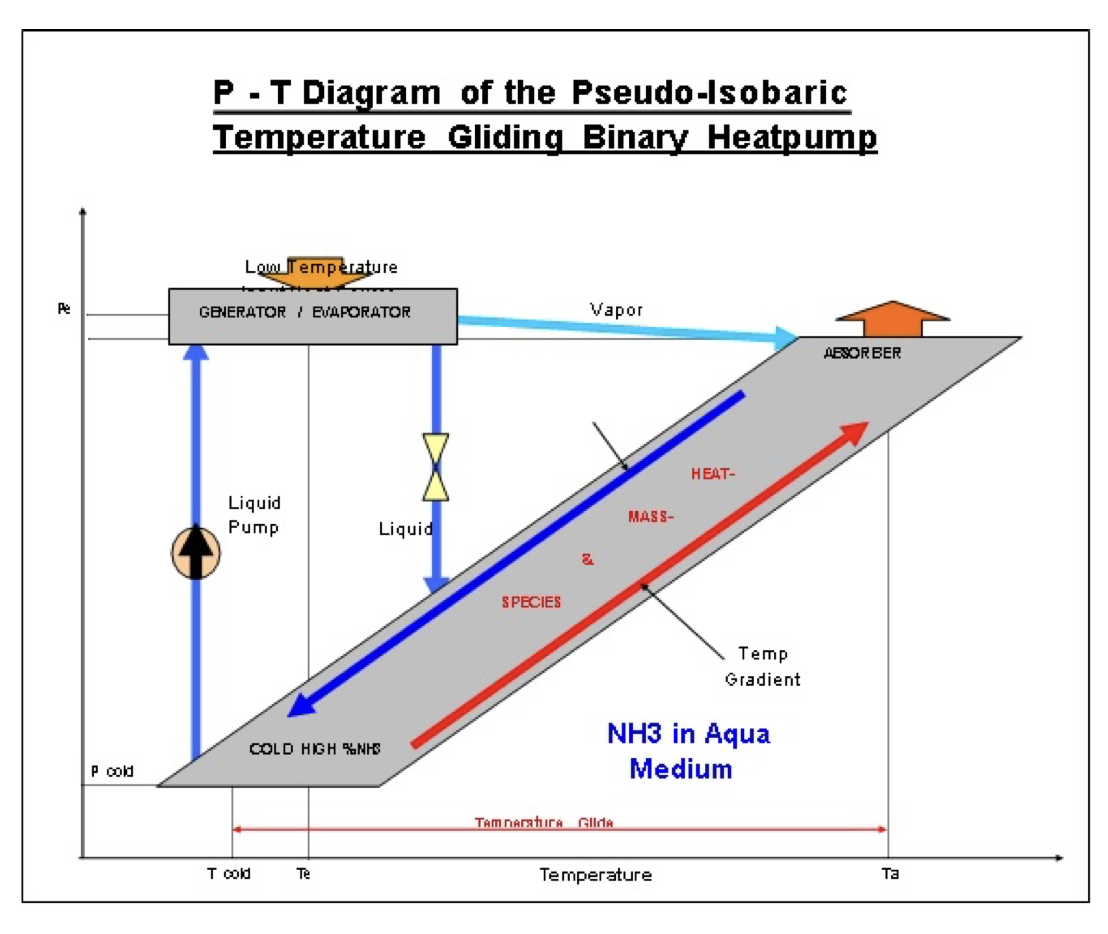
Diagramma PT che mostra il fenomeno di "glide" della temperatura nelle pompa di calore binarie. Questo fenomeno aumenta l'efficienza dell'ACHP

La tossicità dell’ammoniaca è il principale svantaggio dell’ACHP

Il vantaggio principale rispetto alla pompa di calore a compressione è che le pompe di calore ad assorbimento-compressione consentono il trasferimento del calore con un "glide" della temperatura, ovvero con una temperatura che non si mantiene costante durante le fasi di condensazione ed evaporazione. Le pompe di calore a compressione utilizzano un unico fluido di lavoro puro, quindi gli scambi di calore a saturazione avvengono a temperatura costante. La pompa di calore ad assorbimento-compressione utilizza una miscela binaria per le quali la condensazione e l'evaporazione avviene con un "glide" della temperatura. Questo comportamento aumenta l'efficienza del trasferimento di calore quando anche la fonte di calore varia la sua temperatura durante lo scambio termico. Quest'ultima è una condizione tipica quando si ha a che fare con il recupero del calore di scarto.
Essendo una soluzione ibrida in grado di sfruttare sia fonti di energia termica che meccanica/elettrica, il dispositivo può essere perfettamente accoppiato con unità di cogenerazione per produrre riscaldamento e raffrescamento ad altissima efficienza. Inoltre, questo accoppiamento rende il sistema più flessibile, consentendo di ottimizzare il mix di energia elettrica e termica utilizzato. La disponibilità di questi ultimi infatti varia nel corso della giornata e dell'anno, pertanto sfruttare la flessibilità del sistema è possibile ridurre i costi operativi.
Lo svantaggio principale di questa tecnologia è che, per ottenere buone prestazioni, tipicamente è necessario utilizzare l’ammoniaca come fluido di lavoro, che è molto tossica e infiammabile. Questo inconveniente ha fatto sì che le applicazioni siano rimaste limitate al settore industriale, dove è più pratico gestire fluidi pericolosi.

## Configurazioni

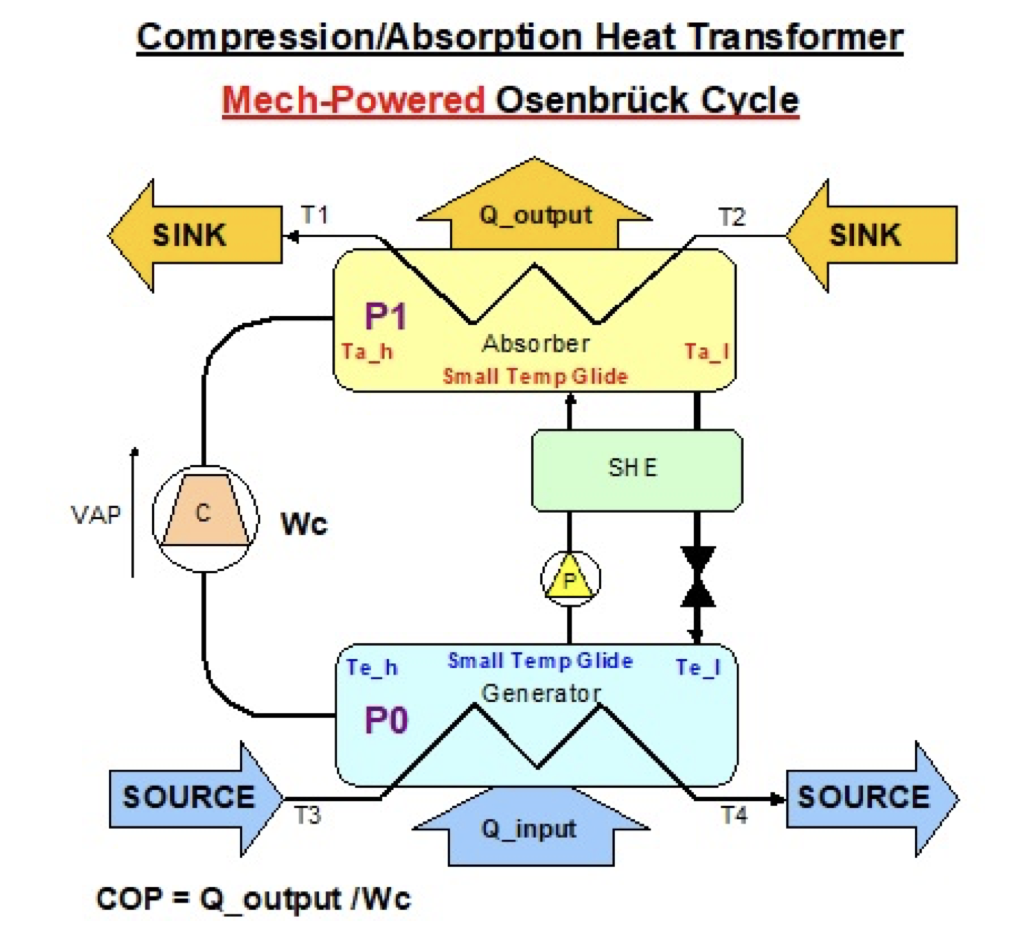
Schema concettuale di combinazione di pompa di calore ad assorbimento e pompa di calore a compressione di vapore ottenuta mettendo il compressore in parallelo all'elettropompa del ciclo ad assorbimento. Questo è anche detto ciclo Osenbrück.

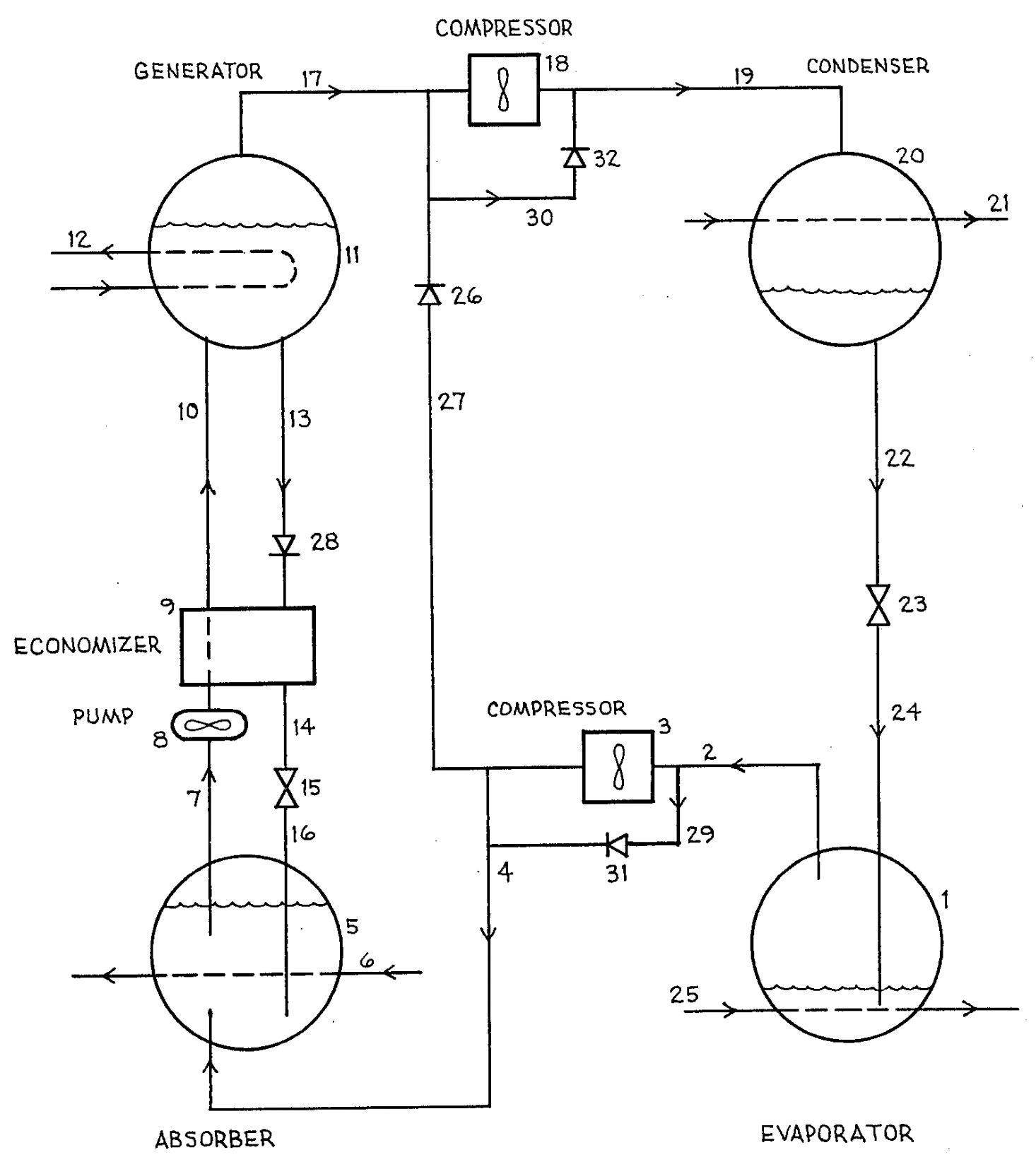
Schema concettuale di un sistema di refrigerazione combinato ad assorbimento e compressione di vapore in cui i due cicli condividono il condensatore, la valvola di laminazione e la parte di evaporazione del ciclo

La configurazione più studiata è la cosiddetta pompa di calore a compressione con ciclo di soluzione (CHPS) o pompa di calore a riassorbimento per compressione (CRHP), dove il compressore è in parallelo all'elettropompa posta tra l'assorbitore e il desorbitore. Questa configurazione viene utilizzata per aumentare la temperatura del calore di scarto poiché consente un'elevata temperatura di assorbimento a una pressione inferiore rispetto alle pompe di calore a compressione.
Un'altra possibile configurazione della pompa di calore ad assorbimento/compressione è ottenuta dalla combinazione di una pompa di calore ad assorbimento alimentata a gas (GAHP) con una pompa di calore a compressione di vapore. Questa configurazione nasce dalla considerazione che entrambi i cicli hanno in comune un condensatore, una valvola di laminazione ed un evaporatore. La principale differenza tra i due sta nella fase di compressione: la pompa di calore a compressione utilizza un compressore meccanico, mentre la pompa di calore ad assorbimento a gas utilizza un compressore termico. L'ACHP si ottiene condividendo tra i due cicli i componenti in comune e utilizzando i compressori elettrico e termico posti in parallelo o in serie tra di loro.

## Selezione dei fluidi di lavoro
Le pompe di calore a compressione utilizzano un unico fluido refrigerante. Al contrario, la pompa di calore ad assorbimento necessita di due fluidi, uno refrigerante e uno assorbente in grado di assorbirlo. Combinando i due dispositivi sono necessarie coppie assorbenti di refrigerante adeguate e compatibili con entrambi i cicli.

### Refrigeranti
Esiste un’ampia scelta di refrigeranti disponibili per le pompe di calore a compressione. Il ciclo di assorbimento è pertanto quello che limita la scelta del refrigerante, poiché è necessario che esista un fluido in grado di assorbirlo in quantità significativa per ottenere buone prestazioni e dimensioni contenute del sistema. I refrigeranti più comuni per i sistemi di assorbimento sono l'ammoniaca e l'acqua. Entrambi sono adatti alle pompe di calore combinate assorbimento-compressione.
L'ammoniaca ha una solubilità molto elevata in acqua. Tuttavia il suon utilizzo è ostacolato dalla sua elevata tossicità e infiammabilità.
L'acqua è un refrigerante molto interessante poiché è abbondante, non tossica, non infiammabile ed altamente solubile nel bromuro di litio (LiBr). Il problema principale con l’acqua è che, alle pressioni tipiche dell’evaporatore della pompa di calore, congela a 0 °C. Ciò rende l'acqua inadatta nelle applicazioni in cui il lato freddo della pompa di calore può scende al di sotto di 0 °C, cosa che è tipica durante il funzionamento invernale della Pompa di calore ad aria.

### Solventi
Solvente e refrigerante sono strettamente correlati tra loro. Nel caso in cui venga utilizzata l'ammoniaca come refrigerante, il solvente più comune è l'acqua. Nel caso in cui come refrigerante venga utilizzata invece l'acqua, come accennato in precedenza, il solvente più comune è il LiBr.
Sono stati proposti anche liquidi ionici come solventi, specialmente accoppiati con acqua come refrigerante. Il principali vantaggi di questi sali è che possono essere utilizzati in condizioni in cui la soluzione di LiBr corre il rischio di cristallizzare oltre ad essere meno corrosivi.